# Чохов, Андрей
Андре́й Чо́хов (около 1545 года — 1629 год) — русский пушечный и колокольный мастер, литейщик (литец).
Более 40 лет работал в Москве на Пушечном дворе, где создал большое количество (по документам известно более 20 единиц) тяжёлых орудий, например «пищали»: «Траил» в 430 пудов и «Аспид» в 370 пудов — в 1590 году, в том числе Царь-пушку, 2 400 пудов, (1586 год, с надписью: «делал литец Андрей Чохов»). Первые датированные работы Андрея Чохова относятся к 1568 году, последние — к 1629 году.

## Биография
Родился Андрей Чохов (Чехов) в городе Муром около 1545 года. В одном из недавно исследованных синодиков есть поминание рода Андрея Чохова из которого следует, что отца мастера звали Фёдором, а следовательно полное имя его Андрей Фёдорович Чохов. Совсем юным поступил в учение к известному пушечному мастеру Кашпиру Ганусову. Среди учеников Ганусова лишь Андрей Чохов сумел выдвинуться из массы учеников, выполнявших обычную работу.
С 1590 года Чохов занимает уже ведущее положение среди московских литейщиков и льёт пушки.
Андрей Чохов имел много учеников, некоторые из них впоследствии сами стали известными пушечными и колокольными мастерами-литейцами: Проня Фёдоров, Кондратий Михайлов, Григорий Наумов, Алексей Никифоров, Игнатий Максимов и другие. Умер Мастер Андрей Чохов в 1629 году.

## Профессиональная деятельность
Андрей Чохов работал мастером-литейщиком в московском Пушечном приказе, где им было отлито около 30 орудий, кроме этого, им было отлито множество колоколов, из которых сохранилось только четыре. 

### Пушки
- «Лисица» (1575) — утрачена.
- «Собака» (1575) — утрачена.
- Барс (1576-77) — переплавлена в Швеции.
- 216-мм орудие «Инрог» (1577) — находится в Артиллерийском музее Санкт-Петербурга.
- 180-мм «Волк» (1577) — находится в Швеции.
- 180-мм «Волк» (1579) — находится в Швеции.
- 890-мм «Царь-пушка» (1586) — находится на Ивановской площади у Московского Кремля.
- 470-мм мортира «Егуп» (1587) — находится в Артиллерийском музее Санкт-Петербурга.
- стоствольная пушка (1588) — утрачена.
- орудие «Аспид» (1590) — находится у здания Арсенала.
- 195-мм орудие «Троил» (1590) — находится у здания Арсенала.
- «Соловей» (1590) — утрачена.
- 183-мм орудие «Лев» (1590) — находится в Артиллерийском музее Санкт-Петербурга.
- 152-мм орудие «Скоропея» (1590) — находится в Артиллерийском музее Санкт-Петербурга.
- 534-мм мортира, получившая прозвище «мортира Самозванца» (1605) — находится в Артиллерийском музее Санкт-Петербурга.
- 152-мм орудие «Царь Ахиллес» (1617) — находится в Артиллерийском музее Санкт-Петербурга.
- стенобитные орудия «Волк» и «Кречет» (1627) — утрачены.
- 85-мм пищаль (1629) — находится в Артиллерийском музее Санкт-Петербурга.[6]

### Колокола
- В 1571 Чохов переливал Годуновский колокол весом 2000 пудов, предшественника Царь-колокола.
- Колокол для московского храма Покрова Пресвятой Богородицы (1589)
- Колокол «Лебедь» (1594) для  колокольни Троице-Сергиевой Лавры.
- Колокол  «Годунов» (1600) для  колокольни Троице-Сергиевой Лавры (уничтожен в 1930 году).
- Колокол «Глухой» (1621) и ещё три колокола на колокольне Ивана Великого Московского Кремля.
- Колокол «Реут» на Успенской звоннице Московского Кремля (1622 год).

- Две трофейные пищали «Волк».
(«Гальтен» и «Сугган»). 1579 г.
Замок «Грипсхольм». Швеция.
- Мортира «Егуп», 1587 г.
Артиллерийский музей.
Санкт-Петербург.
- Надпись на мортире «Егуп» на старорусском языке
- Информационная табличка.
- 24-гривенковая (152-мм) осадная пищаль «Скоропея» («Сердитая», «Злая»). 1590 г.
Артиллерийский музей.
Санкт-Петербург.
- Надпись на лафете «Скоропея» («Сердитая», «Злая»).
- 40-гривенковая (183-мм) осадная пищаль «Лев», 1590 г.
Артиллерийский музей.
Санкт-Петербург.
- Текст на казённой части ствола «Льва».
- 24-гривенковая (152-мм) осадная пищаль «Царь Ахиллес». 1617 г.
Артиллерийский музей.
Санкт-Петербург.
- Надпись на стволе орудия «Ахиллеса».

## Беллетризированная биография
- Костылев В. И. Андрей Чохов. Истор. повесть. — М.-Л.: Детгиз, 1947. — 160 с.